# Ækvivalensrelation
En ækvivalensrelation {\displaystyle R} på en mængde X er en relation, der opfylder følgende for alle {\displaystyle a,b,c\in X}
1. Refleksiv: {\displaystyle (a,a)\in R}
2. Transitiv {\displaystyle (a,b)\in R\wedge (b,c)\in R\Rightarrow (a,c)\in R}
3. Symmetrisk: {\displaystyle (a,b)\in R\Rightarrow (b,a)\in R}

Ækvivalensrelationer bliver ofte betegnet med en tilde, sådan at {\displaystyle (a,b)\in R} bliver skrevet {\displaystyle a\sim b}. Med denne notation kan aksiomerne omskrives:
1. Refleksiv: a ~ a for alle a ∈ X.
2. Transitiv: a ~ b og b ~ c ⇒ a ~ c for alle a, b, c ∈ X.
3. Symmetrisk: a ~ b ⇒ b ~ a for alle a, b ∈ X.

Er a ~ b siger man, at a og b er ækvivalente.
På enhver mængde X er relationen lighed (=) og relationen, hvor alle elementer i X er ækvivalente, begge ækvivalensrelationer. Det er den mindste hhv. største ækvivalensrelation på X. Opfattet som mængder er lighed nemlig diagonalen { (a, a) | a ∈ X }, og den anden relation er hele X×X.
Givet en ækvivalensrelation ~ på en mængde X kan man dele X op i en række delmængder, hvor alle elementer er indbyrdes ækvivalente. Disse delmængder kaldes ækvivalensklasser og skrives typisk vha. en repræsentant for klassen: [a] = { b ∈ X | a ~ b } ⊆ X.
Mængden af alle disse ækvivalensklasser betegnes X/~, og de udgør en partition af X. Dvs. at alle ækvivalensklasser er disjunkte, og foreningen af dem alle er X.
Omvendt kan man også konstruere en ækvivalensrelation på en mængde X ud fra en partition (Xα), ved at sætte a ~ b ⇔ a og b er indeholdt i samme Xα.

## Eksempler
På de hele tal Z kan man definere relationen ~ ved
a ~ b ⇔ 4 | a – b.
Her skal 4 | x betyde "4 går op i x". Denne relation kaldes kongruens modulo 4 ("a og b er kongruente modulo 4"), og er en ækvivalensrelation, da
1. 4 | a – a = 0 ⇒ a ~ a,
2. a ~ b og b ~ c ⇒ 4 | a – b og 4 | b – c ⇒ 4 | (a – b) + (b – c) = a – c ⇒ a ~ c,
3. a ~ b ⇒ 4 | a – b ⇒ 4 | -(a – b) = b – a ⇒ b ~ a,

for alle a, b, c ∈ Z.
Mængden af ækvivalensklasser mht. denne relation Z/~ kommer nu til at bestå af disse fire mængder:
- [0] = [4] = [508] = { ..., -8, -4, 0, 4, 8, ... } = { 4n | n ∈ Z }
- [1] = [5] = [-47] = { ..., -7, -3, 1, 5, 9, ... } = { 4n + 1 | n ∈ Z }
- [2] = [-2] = [3438] = { ..., -6, -2, 2, 6, 10, ... } = { 4n + 2 | n ∈ Z }
- [3] = [-1] = [8999] = { ..., -5, -1, 3, 7, 11, ... } = { 4n + 3 | n ∈ Z }

Indenfor gruppeteori kan dette generaliseres: hvis {\displaystyle H} er en delgruppe af en gruppe {\displaystyle G}, så er to elementer {\displaystyle a,b\in G} højrekongruente modulo {\displaystyle H} hvis {\displaystyle ab^{-1}\in H}. Dette definerer en ækvivalensrelation, da
1. {\displaystyle aa^{-1}=1\in H}, hvor 1 er neutralelementet i {\displaystyle G} (og dermed også {\displaystyle H})
2. {\displaystyle ab^{-1}\in H\wedge bc^{-1}\in H\Rightarrow (ab^{-1})(bc^{-1})=ac^{-1}\in H}
3. {\displaystyle ab^{-1}\in H\iff (ab^{-1})^{-1}=ba^{-1}\in H}

Ligeledes defineres venstrekongruens ved {\displaystyle b^{-1}a\in H}. Hvis disse to er sammenfaldende, siges {\displaystyle H} at være en normal delgruppe af {\displaystyle G}.
På mængden af alle mennesker har man relationen "født i samme stjernetegn som". Dette er en ækvivalensrelation, da
1. enhver er født i samme stjernetegn som sig selv,
2. hvis a er født i samme stjernetegn som b og b er født i samme stjernetegn som c, så er a også født i samme stjernetegn som c,
3. hvis a er født i samme stjernetegn som b, så er b også født i samme stjernetegn som a.

Dette deler alle mennesker ind i 12 ækvivalensklasser af folk, der er født i samme stjernetegn.